# Thumeréville
Thumeréville település Franciaországban, Meurthe-et-Moselle megyében. Lakosainak száma 97 fő (2022. január 1.). Thumeréville Abbéville-lès-Conflans, Boncourt, Fléville-Lixières, Jeandelize, Mouaville, Olley és Ozerailles községekkel határos.

## Népesség
A település népessége az elmúlt években az alábbi módon változott:
| Lakosok száma | 111  | 96   | 89   | 100  | 91   | 79   | 72   | 84   | 90   | 97   |
|               | 1968 | 1982 | 1990 | 2006 | 2013 | 2015 | 2017 | 2019 | 2020 | 2022 |